# Авенида Хенераль-Сармьенто
Авенида Хенераль-Сармьенто (исп. Avenida General Sarmiento), чаще сокращённо называемая Авенида-Сармьенто (исп. Avenida Sarmiento) — улица, расположенная в парке Трес-де-Фебреро в районе Буэнос-Айреса Палермо. Названа в честь героя Лаплатской войны и президента Аргентины Доминго Фаустино Сармьенто.

## Характеристики
Улица, имеющая около 2 километров в длину, пересекает район Палермо с юго-запада на северо-восток от площади Италии до набережной Рафаэля Облигадо на южном берегу Ла-Плата, неподалёку от аэропорта им. Хорхе Ньюбери. На всём её протяжении она окружена парками и садами, в том числе вдоль неё расположен Буэнос-Айресский зоопарк. В месте пересечения Авенида Хенераль-Сармьенто с Авенида дель Либертадор в 1910 году в честь столетия Майская революции установлен так называемый Памятник испанцев на пересечении с Авенида дель Либертадор. На перекрёстке с Авенида Фигероа Алькорта находится памятник президенту Хусто Хосе де Уркиса. Это двухсторонняя улица в двух частях: от площади Италии, до пересечения с Авенида дель Либертадор и от Авенида Фигероа Алькорта до набережной Рафаэля Облигадо.
Между Авенида дель Либертадор и Авенида Фигероа Алькорта имеет одно направление с северо-востока на юго-запад).
Улица на месте нынешней Авенида Хенераль-Сармьенто появилась в Буэнос-Айресе ещё во времена правления губернатора де Росаса, однако с тех пор этот район города был значительно перестроен. Имя Доминго Фаустино Сармьенто она получила ещё при жизни президента в 1879 году.